# Julia Beckett
Julia Kathleen Beckett  (* 4. Juli 1986 in Winchester, England) ist eine britische Schwimmerin.

## Karriere
Beckett begann im Alter von drei bis vier Jahren mit dem Schwimmsport und trat mit neun Jahren einem Schwimmclub bei. Derzeit trainiert sie bei Coach Ben Titley an der Loughborough University.
Ihr erstes Auftreten bei einem internationalen Schwimmwettbewerb war als Teil der im Vorlauf startenden britischen 4-mal-200&-Meter-Freistilstaffel bei den Schwimmweltmeisterschaften 2005 in Montreal. Mit der fünftbesten Zeit qualifizierte sich ihr Team für den Endlauf, in dem statt ihrer Melanie Marshall antrat und den vierten Platz erreichte.
Ein Jahr später, bei den Commonwealth Games 2006 in Melbourne, erreichte sie ihren ersten großen Erfolg mit dem Gewinn der Silbermedaille als Teil der 4-mal-200-Meter-Freistilstaffel. Im selben Jahr startete sie auch im Vorlauf mit der 4-mal-100-Meter-Freistilstaffel bei den Schwimmeuropameisterschaften 2006 in Budapest, wo sie den siebten Rang belegte.
Auch bei den Schwimmweltmeisterschaften 2007 in Melbourne kam sie wie schon 2005 nicht über eine Teilnahme im Vorlauf über 4 × 200 Meter Freistil hinaus. Ebenfalls wie 2005 belegte sie mit der Staffel den fünften Rang und sicherte so die Qualifikation für den Endlauf, den statt ihrer Francesca Halsall bestritt und schlussendlich Fünfte wurde.
2008 kann als ihr bisher erfolgreichstes Jahr angesehen werden, da sie einerseits im Frühjahr bei den HeimKurzbahnweltmeisterschaften in Manchester gemeinsam mit der 4-mal-100-Meter-Freistilstaffel die Bronzemedaille gewann und andererseits, da sie sich für die britische Olympiamannschaft bei den Olympischen Sommerspielen 2008 in Peking qualifizierte. Gemeinsam mit der 4-mal-100-Meter-Freistilstaffel schaffte sie mit Platz 8 im Vorlauf die Qualifikation für das Finale, in welchem sie abermals nicht eingesetzt wurde.